# Sheriff-Stadion
Das Sheriff-Stadion (russisch Спорткомплекс „Шериф“) ist ein Fußballstadion in der moldauischen Stadt Tiraspol, Republik Transnistrien mit 12.746 Plätzen. Es ist der Mittelpunkt im Sportkomplex Sheriff inklusive einer Fußballhalle mit 3.500 Plätzen, einem kleinen Stadion mit 8.000 Plätzen, einem Einkaufszentrum, einer Fußballschule, acht Trainingsplätzen, Tennisplätzen, einer Sporthalle und vielen Parkplätzen. Er hat eine Fläche von 40 Hektar. Ab dem Frühjahr 2013 kam eine Schwimmhalle mit 50-m-Pool sowie ein medizinisches Zentrum hinzu. Eigentümer ist der dort ansässige Mischkonzern Sheriff, der dieses Projekt finanziell unterstützt hat. Der Fußballverein Sheriff Tiraspol bestreitet seine Heimspiele in diesem Stadion. Zudem wird eine Sportakademie für junge Fußballspieler betrieben. Derzeit sind rund 450 Nachwuchsspieler in der Akademie.

## Geschichte
Die Bauarbeiten begannen im August 2000 und wurden im Juli 2002 abgeschlossen. Das Stadion besitzt vier einzelne, überdachte Tribünen und bietet 13.000 klappbare Sitzplätze für die Zuschauer. Die Flutlichtanlage lässt sich auf vier Leistungsstufen (400, 800, 1.200 und 1.600 Lux) einstellen. Das Spielfeld besteht aus natürlichem Rasen, besitzt ein Drainage-System, eine automatische Bewässerungsanlage sowie eine Rasenheizung. Unter dem Dach der Hintertortribüne im Norden ist eine 40 m² große, digitale Anzeigetafel installiert.
Bekannte Persönlichkeiten des Fußballs, wie Hans Krankl, der damalige Trainer der österreichischen Nationalmannschaft, der damalige Präsident der Scottish Football Association Willie McDougall und FIFA-Chef Sepp Blatter lobten den Sportkomplex.
Der britische Rundfunksender BBC strahlte eine Sendung über die Sportanlage aus.

## Galerie

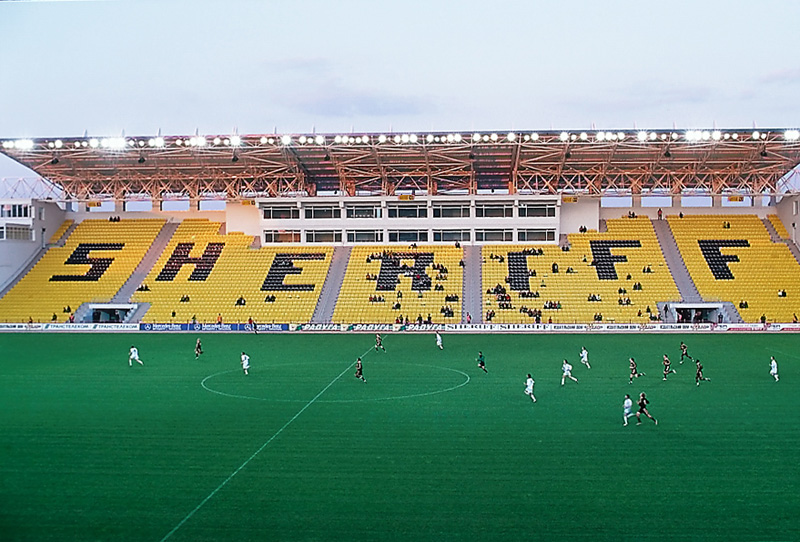
Stadion von FC Sheriff in Tiraspol
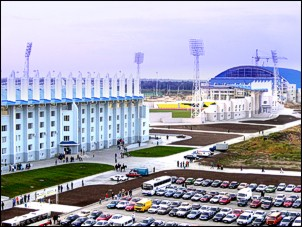
Blick auf den Sportkomplex